# Nizozemské námořní letectvo
Nizozemské námořní letectvo (nizozemsky Marine-Luchtvaartdienst, zkráceně MLD) je leteckou složkou nizozemského královského námořnictva. Původně (od svého vzniku do druhé světové války) provozovala hydroplány a létající čluny k zajištění námořního hlídkování, průzkumu a SAR v Nizozemsku a koloniích. Po druhé světové válce provozovalo i palubní letouny operující z nizozemských letadlových lodí a v rámci NATO se specializovalo na protiponorkový boj, k čemuž používalo i letouny z pozemních základen a vrtulníky. Po vyřazení posledních P-3 Orion v roce 2005 provozuje v současnosti (2016) pouze vrtulníky – z fregat královského námořnictva a pozemních základen operuje dvanáct NH90 ve verzi NFH a osm ve verzi TNFH. Od roku 2008 jsou námořní vrtulníky podřízeny Defensie Helikopter Commando (DHC ~ Obranné vrtulníkové velitelství), kterému podléhají i vrtulníky nizozemského královského letectva.